# Лонгова, Кирицева и Турпалева воденица
Лонгова, Кирицева и Турпалева воденица (на гръцки: Υδρρόμυλος του Λόγγου - Κύρτση - Τουρπάλη) е историческа производствена сграда, воденица, в град Негуш, Гърция.
Представлява триетажа сграда, забележителен пример за местната традиционна архитектура. Построена е в 1850 година, на височина извън града до иззидания канал, който извежда водите на Арапица в полето.